# Satyr-Knöpfe
Die beiden Satyr-Knöpfe, auch Gorgonenknöpfe genannt, sind eine Auszeichnung für den jeweils bedeutendsten Schauspieler seiner Zeit. Sie sind mit Köpfen von Satyrn bzw. Gorgonen verziert und werden jeweils von Schauspieler zu Schauspieler weitergegeben, in der Regel jedoch nicht zu Lebzeiten des Trägers.

## Geschichte
Die beiden Knöpfe stammen angeblich vom Rock Goethes. Von Goethe erhielt August Wilhelm Iffland die Knöpfe, später Ernst von Possart.
Possarts Erben übergaben die Knöpfe 1923 an Werner Krauß, so dieser in einem Brief an Gustaf Gründgens vom 22. Dezember 1938. Im selben Brief drückt Krauß seinen Wunsch aus, Gründgens die Knöpfe zu vermachen.

„Ich muß sie weitervermachen und habe sie Dir zugedacht, und da ich weiß, daß ich meine Meinung über Dich nicht ändere, gebe ich Dir heute schon einen dieser Knöpfe. Damit Du ihn tragen kannst, habe ich Dir einen zweiten mit einer Widmung dazu machen lassen. Den andern bekommst Du wenn ich tot bin.... Wenn Du vor mir stirbst fällt der Knopf wieder an mich zurück.“

Angeblich ließ Gründgens sich Manschettenknöpfe daraus anfertigen. Er bestimmte vor seinem Tod keinen Nachfolger für die Knöpfe.
Zu Gründgens 100. Geburtstag im Dezember 1999 befragte der Regisseur Imo Moszkowicz, der Regieassistent bei Gründgens gewesen war, Mitglieder des ehemaligen Preußischen Staatsschauspiels in Berlin, um einen neuen Träger zu bestimmen. Die Wahl fiel auf Martin Benrath, den Gründgens 1953 nach Düsseldorf engagierte und dort förderte.
Benrath starb etwa einen Monat, nachdem er die Knöpfe bekommen hatte. Kurz vor seinem Tod gab er die Knöpfe an Sunnyi Melles weiter. Sie verwahrt sie im Tresor.